# Parador
Paradores de Turismo de España S.A. è una catena alberghiera pubblica spagnola che offre soggiorni in hotel di lusso, perlopiù a quattro stelle, in alcuni casi a tre stelle. 
Gli hotel della catena si trovano su gran parte del territorio spagnolo, dai Pirenei alle Isole Canarie, e sono situati in edifici di grande interesse storico e artistico, come castelli, monasteri o palazzi storici, riadattati per l'uso alberghiero. Altri Paradores, di più recente apertura, sono stati costruiti appositamente.
Buona parte di questi hotel sono sorti in zone lontane dai classici circuiti turistici. Per questa ragione nessuna delle principali città spagnole, come Madrid, Barcellona, Siviglia o Bilbao, ha nel suo territorio uno di questi hotel così particolari. È però possibile incontrarne uno nelle vicinanze, in località meno frequentate.
Attualmente la Red de Paradores è costituita da 93 hotel.

## Storia

### Origini
Il primo Parador risale al 1928, quando si creò la "Junta de Paradores y Hosterías del Reino", sotto il patrocinio del re Alfonso XIII. Si tratta del Parador de Gredos, in provincia di Avila, primo Parador spagnolo. Successivamente furono aperti quelli di Oropesa (Toledo) e di Úbeda (Jaén) nel 1930, Ciudad Rodrigo (Salamanca) nel 1931 e di Mérida nel 1933.

### Durante il franchismo
Ebbero un notevole impulso negli anni sessanta, ad opera dell'allora ministro del Turismo Fraga Iribarne. Inizialmente l'obiettivo era stato quello di costruire sotto l'egida dello stato spagnolo una serie di alberghi, i Paradores de Turismo, in località particolarmente interessanti per il turismo ma dove, fino a quel momento, l'impresa alberghiera privata era assente. Si trattava infatti di attrarre turisti in luoghi di grande bellezza o territori con una ricca offerta culturale, storica e artistica. 
A partire dal primo Parador si cominciò anche a restaurare e riadattare numerosi edifici storici abbandonati, come castelli, monasteri e conventi, trasformandoli in hotel. 
Dopo la fine del franchismo, nel 1991, è divenuta una società anonima, ma con lo Stato spagnolo come unico azionista.

### Dagli anni 2000
Attualmente, gli obiettivi dichiarati sono quelli di migliorare l'immagine del turismo spagnolo, recuperare e mantenere il patrimonio storico artistico e favorire lo sviluppo turistico nelle aree con ridotto movimento di turismo.
Anche se in alcune regioni spagnole non esistono Paradores de Turismo, come nelle Baleari, si sta completando l'offerta con nuovi progetti, ad esempio si sta costruendo un nuovo Parador nell'isola di Ibiza.
Nelle Isole Canarie c'è un'ampia offerta: il turista può scegliere uno dei Paradores nelle isole de La Gomera, El Hierro, Tenerife, La Palma e Gran Canaria. Anche a Ceuta e Melilla, le due città autonome spagnole nel territorio del Marocco, offrono la possibilità di dormire in un Parador.
Trenta dei suoi hotel sono classificati Bien de Interés Cultural e altri quindici sono situati all'interno di complessi storici dichiarati Bien de Interés Cultural.
Da ottobre 2015 sono presenti, in franchising, anche in Portogallo.

## I Paradores
| \| Parador \| Località \| Provincia/Isola \| Regione \| Categoria \| Tipo di costruzione \| \| ---------------------------------- \| --------------------------- \| ----------------- \| ------------------- \| --------- \| ------------------------- \| \| Alarcón \| Alarcón \| Cuenca \| Castiglia-La Mancia \| **** \| Castello \| \| Albacete \| Albacete \| Albacete \| Castiglia-La Mancia \| *** \| Tipica \| \| Alcalá de Henares \| Alcalá de Henares \| Madrid \| Comunità di Madrid \| **** \| Centrale/Convento/Moderna \| \| Alcañiz \| Alcañiz \| Teruel \| Aragona \| *** \| Castello \| \| Almagro \| Almagro \| Ciudad Real \| Castiglia-La Mancia \| **** \| Convento \| \| Antequera \| Antequera \| Málaga \| Andalusia \| *** \| Moderna \| \| Arcos de la Frontera \| Arcos de la Frontera \| Cadice \| Andalusia \| *** \| Regionale tipica \| \| Ávila \| Avila \| Ávila \| Castiglia e León \| **** \| Palazzo \| \| Ayamonte \| Ayamonte \| Huelva \| Andalusia \| **** \| Moderna \| \| Aiguablava \| Begur \| Girona \| Catalogna \| **** \| Moderna \| \| Bayona \| Baiona \| Pontevedra \| Galizia \| **** \| Regionale tipica \| \| Benavente \| Benavente \| Zamora \| Castiglia e León \| **** \| Castello \| \| Benicarló \| Benicarló \| Castellón \| Comunità Valenzana \| **** \| Moderna \| \| Bielsa \| Bielsa \| Huesca \| Aragona \| *** \| Moderna \| \| La Palma \| Breña Baja \| Isola di La Palma \| Isole Canarie \| **** \| Regionale tipica \| \| Cáceres \| Cáceres \| Cáceres \| Estremadura \| **** \| Palazzo \| \| Cadice \| Cadice \| Cadice \| Andalusia \| **** \| Moderna \| \| Calahorra \| Calahorra \| La Rioja \| La Rioja \| **** \| Moderna \| \| Fuente Dé \| Camaleño \| Cantabria \| Cantabria \| *** \| Moderna \| \| Cambados \| Cambados \| Pontevedra \| Galizia \| **** \| Regionale tipica \| \| Corias \| Cangas de Narcea \| Asturie \| Asturie \| **** \| Monastero \| \| Cangas de Onís \| Cangas de Onís \| Asturie \| Asturie \| **** \| Monastero \| \| Cardona \| Cardona \| Barcelona \| Catalogna \| **** \| Castello \| \| Carmona \| Carmona \| Siviglia \| Andalusia \| **** \| Alcázar \| \| Cazorla \| Cazorla \| Jaén \| Andalusia \| *** \| Moderna \| \| Cervera de Pisuerga \| Cervera de Pisuerga \| Palencia \| Castiglia e León \| *** \| Moderna \| \| Ceuta \| Ceuta \| Ceuta \| Ceuta \| **** \| Moderna \| \| Chinchón \| Chinchón \| Madrid \| Comunità di Madrid \| *** \| Convento \| \| Ciudad Rodrigo \| Ciudad Rodrigo \| Salamanca \| Castiglia e León \| **** \| Castello \| \| Cordova \| Cordova \| Cordova \| Andalusia \| **** \| Castello \| \| Cuenca \| Cuenca \| Cuenca \| Castiglia-La Mancia \| **** \| Convento \| \| Argómaniz \| Elburgo \| Álava \| Paesi Baschi \| *** \| Palazzo \| \| Ferrol \| Ferrol \| La Coruña \| Galizia \| *** \| Regionale tipica \| \| Fuenterrabia \| Fuenterrabía \| Gipuzkoa \| Paesi Baschi \| **** \| Castello \| \| Gijón \| Gijón \| Asturie \| Asturie \| **** \| Regionale tipica \| \| Granada \| Granada \| Granada \| Andalusia \| **** \| Convento \| \| Guadalupe \| Guadalupe \| Cacéres \| Estremadura \| **** \| Convento \| \| Jaén \| Jaén \| Jaén \| Andalusia \| **** \| Castello \| \| Jarandilla de la Vera \| Jarandilla de la Vera \| Cáceres \| Estremadura \| **** \| Castello \| \| Jávea \| Jávea \| Alicante \| Comunità Valenzana \| **** \| Moderna \| \| Cañadas del Teide \| La Orotava \| Tenerife \| Isole Canarie \| ** \| Moderna \| \| León \| León \| León \| Castiglia e León \| ***** GL \| Monastero \| \| Lerma \| Lerma \| Burgos \| Castiglia e León \| **** \| Palazzo \| \| Limpias \| Limpias \| Cantabria \| Cantabria \| **** \| Palazzo \| \| Gibralfaro \| Malaga \| Málaga \| Andalusia \| **** \| Moderna \| \| Málaga Golf \| Malaga \| Málaga \| Andalusia \| **** \| Moderna \| \| Manzanares \| Manzanares \| Ciudad Real \| Castiglia-La Mancia \| *** \| Moderna \| \| Mazagón \| Mazagón \| Huelva \| Andalusia \| **** \| Moderna \| \| Melilla \| Melilla \| Melilla \| Melilla \| **** \| Moderna \| \| Mérida \| Mérida \| Badajoz \| Estremadura \| **** \| Convento \| \| Monforte \| Monforte de Lemos \| Lugo \| Galizia \| **** \| Convento \| \| Mojácar \| Mojácar \| Almería \| Andalusia \| **** \| Moderna \| \| Artíes \| Naut Aran \| Lleida \| Catalogna \| **** \| Regionale \| \| Gredos \| Navarredonda de Gredos \| Ávila \| Castiglia e León \| *** \| Moderna \| \| Nerja \| Nerja \| Málaga \| Andalusia \| **** \| Moderna \| \| Santo Estevo \| Nogueira de Ramuín \| Ourense \| Galizia \| **** \| Convento \| \| Olite \| Olite \| Navarra \| Navarra \| *** \| Castello \| \| Oropesa \| Oropesa \| Toledo \| Castiglia-La Mancia \| **** \| Castello \| \| Plasencia \| Plasencia \| Cáceres \| Estremadura \| **** \| Convento \| \| Pontevedra \| Pontevedra \| Pontevedra \| Galizia \| **** \| Palacio \| \| Puebla de Sanabria \| Puebla de Sanabria \| Zamora \| Castiglia e León \| *** \| Moderna \| \| Puerto Lumbreras \| Puerto Lumbreras \| Regione di Murcia \| Regione di Murcia \| *** \| Moderna \| \| Ribadeo \| Ribadeo \| Lugo \| Galizia \| **** \| Regionale tipica \| \| Ronda \| Ronda \| Málaga \| Andalusia \| **** \| Moderna \| \| Salamanca \| Salamanca \| Salamanca \| Castiglia e León \| **** \| Moderna \| \| La Granja \| San Ildefonso \| Segovia \| Castiglia e León \| **** \| Palazzo \| \| La Gomera \| San Sebastián de la Gomera \| La Gomera \| Isole Canarie \| **** \| Regionale tipica \| \| Reyes Católicos \| Santiago di Compostela \| La Coruña \| Galizia \| ***** GL \| Palazzo \| \| Santillana \| Santillana del Mar \| Cantabria \| Cantabria \| *** \| Regionale tipica \| \| Santillana Gil Blas \| Santillana del Mar \| Cantabria \| Cantabria \| **** \| Regionale tipica \| \| Santo Domingo \| Santo Domingo de la Calzada \| La Rioja \| La Rioja \| **** \| Regionale tipica \| \| Santo Domingo Bernardo de Fresneda \| Santo Domingo de la Calzada \| La Rioja \| La Rioja \| *** \| Convento \| \| Segovia \| Segovia \| Segovia \| Castiglia e León \| **** \| Moderna \| \| Seo de Urgel \| Seo de Urgel \| Lleida \| Catalogna \| *** \| Moderna \| \| Sigüenza \| Sigüenza \| Guadalajara \| Castiglia-La Mancia \| **** \| Castello \| \| Soria \| Soria \| Soria \| Castiglia e León \| **** \| Moderna \| \| Sos del Rey Católico \| Sos del Rey Católico \| Saragozza \| Aragona \| **** \| Regionale tipica \| \| Cruz de Tejeda \| Tejeda \| Gran Canaria \| Isole Canarie \| **** \| Regionale tipica \| \| Teruel \| Teruel \| Teruel \| Aragona \| *** \| Regionale tipica \| \| Toledo \| Toledo \| Toledo \| Castiglia-La Mancia \| **** \| Regionale tipica \| \| Tordesillas \| Tordesillas \| Valladolid \| Castiglia e León \| **** \| Regionale tipica \| \| Tortosa \| Tortosa \| Tarragona \| Catalogna \| **** \| Castello \| \| Tuy \| Tui \| Pontevedra \| Galizia \| **** \| Regionale tipica \| \| Úbeda \| Úbeda \| Jaén \| Andalusia \| **** \| Palazzo \| \| El Saler \| Valencia \| Valencia \| Comunità Valenzana \| **** \| Moderna \| \| El Hierro \| Valverde \| El Hierro \| Isole Canarie \| *** e.t. \| Moderna \| \| Verín \| Verín \| Orense \| Galizia \| *** \| Regionale tipica \| \| Vich-Sau \| Vic \| Barcellona \| Catalogna \| **** \| Regionale tipica \| \| Vielha \| Vielha \| Lleida \| Catalogna \| ***** \| Moderna \| \| Vilalba \| Vilalba \| Lugo \| Galizia \| **** \| Castello \| \| Villafranca del Bierzo \| Villafranca del Bierzo \| León \| Castiglia e León \| *** \| Regionale tipica \| \| Duques de Feria \| Zafra \| Badajoz \| Estremadura \| **** \| Palazzo \| \| Zamora \| Zamora \| Zamora \| Castiglia e León \| **** \| Palazzo \| |                             |                   |                     |           |                           |
| Legenda: e.t. Categoria in via di riconoscimento ufficiale; GL Gran Lusso; NA Senza servizio di pernottamento. |                             |                   |                     |           |                           |
| Parador | Località                    | Provincia/Isola   | Regione             | Categoria | Tipo di costruzione       |
| Alarcón | Alarcón                     | Cuenca            | Castiglia-La Mancia | ****      | Castello                  |
| Albacete | Albacete                    | Albacete          | Castiglia-La Mancia | ***       | Tipica                    |
| Alcalá de Henares | Alcalá de Henares           | Madrid            | Comunità di Madrid  | ****      | Centrale/Convento/Moderna |
| Alcañiz | Alcañiz                     | Teruel            | Aragona             | ***       | Castello                  |
| Almagro | Almagro                     | Ciudad Real       | Castiglia-La Mancia | ****      | Convento                  |
| Antequera | Antequera                   | Málaga            | Andalusia           | ***       | Moderna                   |
| Arcos de la Frontera | Arcos de la Frontera        | Cadice            | Andalusia           | ***       | Regionale tipica          |
| Ávila | Avila                       | Ávila             | Castiglia e León    | ****      | Palazzo                   |
| Ayamonte | Ayamonte                    | Huelva            | Andalusia           | ****      | Moderna                   |
| Aiguablava | Begur                       | Girona            | Catalogna           | ****      | Moderna                   |
| Bayona | Baiona                      | Pontevedra        | Galizia             | ****      | Regionale tipica          |
| Benavente | Benavente                   | Zamora            | Castiglia e León    | ****      | Castello                  |
| Benicarló | Benicarló                   | Castellón         | Comunità Valenzana  | ****      | Moderna                   |
| Bielsa | Bielsa                      | Huesca            | Aragona             | ***       | Moderna                   |
| La Palma | Breña Baja                  | Isola di La Palma | Isole Canarie       | ****      | Regionale tipica          |
| Cáceres | Cáceres                     | Cáceres           | Estremadura         | ****      | Palazzo                   |
| Cadice | Cadice                      | Cadice            | Andalusia           | ****      | Moderna                   |
| Calahorra | Calahorra                   | La Rioja          | La Rioja            | ****      | Moderna                   |
| Fuente Dé | Camaleño                    | Cantabria         | Cantabria           | ***       | Moderna                   |
| Cambados | Cambados                    | Pontevedra        | Galizia             | ****      | Regionale tipica          |
| Corias | Cangas de Narcea            | Asturie           | Asturie             | ****      | Monastero                 |
| Cangas de Onís | Cangas de Onís              | Asturie           | Asturie             | ****      | Monastero                 |
| Cardona | Cardona                     | Barcelona         | Catalogna           | ****      | Castello                  |
| Carmona | Carmona                     | Siviglia          | Andalusia           | ****      | Alcázar                   |
| Cazorla | Cazorla                     | Jaén              | Andalusia           | ***       | Moderna                   |
| Cervera de Pisuerga | Cervera de Pisuerga         | Palencia          | Castiglia e León    | ***       | Moderna                   |
| Ceuta | Ceuta                       | Ceuta             | Ceuta               | ****      | Moderna                   |
| Chinchón | Chinchón                    | Madrid            | Comunità di Madrid  | ***       | Convento                  |
| Ciudad Rodrigo | Ciudad Rodrigo              | Salamanca         | Castiglia e León    | ****      | Castello                  |
| Cordova | Cordova                     | Cordova           | Andalusia           | ****      | Castello                  |
| Cuenca | Cuenca                      | Cuenca            | Castiglia-La Mancia | ****      | Convento                  |
| Argómaniz | Elburgo                     | Álava             | Paesi Baschi        | ***       | Palazzo                   |
| Ferrol | Ferrol                      | La Coruña         | Galizia             | ***       | Regionale tipica          |
| Fuenterrabia | Fuenterrabía                | Gipuzkoa          | Paesi Baschi        | ****      | Castello                  |
| Gijón | Gijón                       | Asturie           | Asturie             | ****      | Regionale tipica          |
| Granada | Granada                     | Granada           | Andalusia           | ****      | Convento                  |
| Guadalupe | Guadalupe                   | Cacéres           | Estremadura         | ****      | Convento                  |
| Jaén | Jaén                        | Jaén              | Andalusia           | ****      | Castello                  |
| Jarandilla de la Vera | Jarandilla de la Vera       | Cáceres           | Estremadura         | ****      | Castello                  |
| Jávea | Jávea                       | Alicante          | Comunità Valenzana  | ****      | Moderna                   |
| Cañadas del Teide | La Orotava                  | Tenerife          | Isole Canarie       | **        | Moderna                   |
| León | León                        | León              | Castiglia e León    | ***** GL  | Monastero                 |
| Lerma | Lerma                       | Burgos            | Castiglia e León    | ****      | Palazzo                   |
| Limpias | Limpias                     | Cantabria         | Cantabria           | ****      | Palazzo                   |
| Gibralfaro | Malaga                      | Málaga            | Andalusia           | ****      | Moderna                   |
| Málaga Golf | Malaga                      | Málaga            | Andalusia           | ****      | Moderna                   |
| Manzanares | Manzanares                  | Ciudad Real       | Castiglia-La Mancia | ***       | Moderna                   |
| Mazagón | Mazagón                     | Huelva            | Andalusia           | ****      | Moderna                   |
| Melilla | Melilla                     | Melilla           | Melilla             | ****      | Moderna                   |
| Mérida | Mérida                      | Badajoz           | Estremadura         | ****      | Convento                  |
| Monforte | Monforte de Lemos           | Lugo              | Galizia             | ****      | Convento                  |
| Mojácar | Mojácar                     | Almería           | Andalusia           | ****      | Moderna                   |
| Artíes | Naut Aran                   | Lleida            | Catalogna           | ****      | Regionale                 |
| Gredos | Navarredonda de Gredos      | Ávila             | Castiglia e León    | ***       | Moderna                   |
| Nerja | Nerja                       | Málaga            | Andalusia           | ****      | Moderna                   |
| Santo Estevo | Nogueira de Ramuín          | Ourense           | Galizia             | ****      | Convento                  |
| Olite | Olite                       | Navarra           | Navarra             | ***       | Castello                  |
| Oropesa | Oropesa                     | Toledo            | Castiglia-La Mancia | ****      | Castello                  |
| Plasencia | Plasencia                   | Cáceres           | Estremadura         | ****      | Convento                  |
| Pontevedra | Pontevedra                  | Pontevedra        | Galizia             | ****      | Palacio                   |
| Puebla de Sanabria | Puebla de Sanabria          | Zamora            | Castiglia e León    | ***       | Moderna                   |
| Puerto Lumbreras | Puerto Lumbreras            | Regione di Murcia | Regione di Murcia   | ***       | Moderna                   |
| Ribadeo | Ribadeo                     | Lugo              | Galizia             | ****      | Regionale tipica          |
| Ronda | Ronda                       | Málaga            | Andalusia           | ****      | Moderna                   |
| Salamanca | Salamanca                   | Salamanca         | Castiglia e León    | ****      | Moderna                   |
| La Granja | San Ildefonso               | Segovia           | Castiglia e León    | ****      | Palazzo                   |
| La Gomera | San Sebastián de la Gomera  | La Gomera         | Isole Canarie       | ****      | Regionale tipica          |
| Reyes Católicos | Santiago di Compostela      | La Coruña         | Galizia             | ***** GL  | Palazzo                   |
| Santillana | Santillana del Mar          | Cantabria         | Cantabria           | ***       | Regionale tipica          |
| Santillana Gil Blas | Santillana del Mar          | Cantabria         | Cantabria           | ****      | Regionale tipica          |
| Santo Domingo | Santo Domingo de la Calzada | La Rioja          | La Rioja            | ****      | Regionale tipica          |
| Santo Domingo Bernardo de Fresneda | Santo Domingo de la Calzada | La Rioja          | La Rioja            | ***       | Convento                  |
| Segovia | Segovia                     | Segovia           | Castiglia e León    | ****      | Moderna                   |
| Seo de Urgel | Seo de Urgel                | Lleida            | Catalogna           | ***       | Moderna                   |
| Sigüenza | Sigüenza                    | Guadalajara       | Castiglia-La Mancia | ****      | Castello                  |
| Soria | Soria                       | Soria             | Castiglia e León    | ****      | Moderna                   |
| Sos del Rey Católico | Sos del Rey Católico        | Saragozza         | Aragona             | ****      | Regionale tipica          |
| Cruz de Tejeda | Tejeda                      | Gran Canaria      | Isole Canarie       | ****      | Regionale tipica          |
| Teruel | Teruel                      | Teruel            | Aragona             | ***       | Regionale tipica          |
| Toledo | Toledo                      | Toledo            | Castiglia-La Mancia | ****      | Regionale tipica          |
| Tordesillas | Tordesillas                 | Valladolid        | Castiglia e León    | ****      | Regionale tipica          |
| Tortosa | Tortosa                     | Tarragona         | Catalogna           | ****      | Castello                  |
| Tuy | Tui                         | Pontevedra        | Galizia             | ****      | Regionale tipica          |
| Úbeda | Úbeda                       | Jaén              | Andalusia           | ****      | Palazzo                   |
| El Saler | Valencia                    | Valencia          | Comunità Valenzana  | ****      | Moderna                   |
| El Hierro | Valverde                    | El Hierro         | Isole Canarie       | *** e.t.  | Moderna                   |
| Verín | Verín                       | Orense            | Galizia             | ***       | Regionale tipica          |
| Vich-Sau | Vic                         | Barcellona        | Catalogna           | ****      | Regionale tipica          |
| Vielha | Vielha                      | Lleida            | Catalogna           | *****     | Moderna                   |
| Vilalba | Vilalba                     | Lugo              | Galizia             | ****      | Castello                  |
| Villafranca del Bierzo | Villafranca del Bierzo      | León              | Castiglia e León    | ***       | Regionale tipica          |
| Duques de Feria | Zafra                       | Badajoz           | Estremadura         | ****      | Palazzo                   |
| Zamora | Zamora                      | Zamora            | Castiglia e León    | ****      | Palazzo                   |